# Джонсон, Дейв
Дэвид Аллен (Дейв) Джонсон (англ. David Allen "Dave" Johnson; род. 7 апреля 1963, Мизула, Монтана) — американский легкоатлет, специалист по многоборьям. Выступал за сборную США по лёгкой атлетике в конце 1980-х — начале 1990-х годов, бронзовый призёр летних Олимпийских игр в Барселоне, победитель Игр доброй воли в Сиэтле и Универсиады в Дуйсбурге, четырёхкратный победитель национального чемпионата в десятиборье.

## Биография
Дейв Джонсон родился 7 апреля 1963 года в городе Мизула, штат Монтана. Позже его семья переехала в Корваллис, штат Орегон, где в 1981 году он окончил старшую школу. Занимался лёгкой атлетикой с детства, также играл в футбол, баскетбол, бейсбол, пробовал себя в боксе, однако из-за болезни Шляттера в школьные годы не мог полностью посвящать себя спорту.
Поступив в Тихоокеанский университет Азусы, в 1982 и 1983 годах играл за местную футбольную команду, затем сосредоточился на десятиборье — неоднократно принимал участие в различных студенческих соревнованиях. Окончил университет в 1986 году, получив степень бакалавра по психологии.
В 1986 году на чемпионате США в Юджине превзошёл всех своих соперников в десятиборье и завоевал золотую медаль.
На чемпионате США 1988 года взял бронзу. Благодаря череде удачных выступлений удостоился права защищать честь страны на летних Олимпийских играх в Сеуле — набрал в сумме десятиборья 8180 очков, расположившись в итоговом протоколе на девятой строке.
В 1989 году был лучшим на чемпионате США в Хьюстоне и на летней Универсиаде в Дуйсбурге. Установил новый национальный рекорд в десятиборье, набрав 8549 очков.
В 1990 году победил на чемпионате США в Норуолке и на Играх доброй воли в Сиэтле — в обоих случаях одолел талантливого легкоатлета Дэна О’Брайена, который на протяжении последующих лет станет главным его соперником и конкурентом по сборной.
На чемпионате США 1991 года в Нью-Йорке был вторым позади О’Брайена, тогда как на чемпионате мира в Токио провалил все попытки в прыжках с шестом и сошёл с дистанции во время бега на 1500 метров, заняв в итоге лишь 21-е место.
В 1992 году Джонсон выиграл олимпийский национальный отбор в Новом Орлеане и благополучно прошёл отбор на Олимпийские игры в Барселоне. В отсутствие О’Брайена, неожиданно не сумевшего преодолеть олимпийский отбор, с результатом 8309 получил награду бронзового достоинства, уступив только чеху Роберту Змелику и испанцу Антонио Пеньяльверу.
После барселонской Олимпиады Дейв Джонсон отошёл от активной соревновательной практики. В 1996 году пытался пройти отбор на Олимпийские игры в Атланте, но на отборочных национальных соревнованиях стал лишь шестым.
Завершив спортивную карьеру, неоднократно выступал в качестве мотивационного оратора. В соавторстве с Верном Беккером написал книгу-автобиографию Aim High — An Olympic Decathlete’s Inspiring Story. Получив в 2003 году степень магистра в области специального образования, впоследствии в течение некоторого времени работал школьным учителем и спортивным директором, тренировал легкоатлетические команды в старших школах, Корбанском колледже и в Товариществе христианских легкоатлетов.
За выдающиеся спортивные достижения в 2005 году вместе с Дэном О’Брайеном был введён в Зал славы спорта Орегона. Позже они с О’Брайеном вели совместный подкаст на радио ESPN The Trials of Dave and Dan.